# De caballos y hombres
De caballos y hombres es una película de género dramático islandesa de 2013, dirigida y escrita por Benedikt Erlingsson. Fue seleccionada en representación de Islandia a la edición de los premios Óscar de 2014, organizada por la Academia de Artes y Ciencias Cinematográficas.

## Elenco
- Helgi Björnsson
- Charlotte Bøving
- Sigríður María Egilsdóttir
- Maria Ellingsen
- Juan Camillo Roman Estrada
- Halldóra Geirharðsdóttir
- Erlingur Gíslason
- Kristbjörg Kjeld
- Steinn Ármann Magnússon
- Kjartan Ragnarsson
- Atli Rafn Sigurðsson
- Ingvar Eggert Sigurðsson